# 大同河 (新疆)
大同河，也作勒吾尔喀茨河，位于中华人民共和国新疆维吾尔自治区喀什地区塔什库尔干塔吉克自治县东部地区的一条河流，是叶尔羌河中游左岸支流，“勒吾尔喀茨”系塔吉克语，意为“峡谷”。大同河发源于喀热巴得热克山北坡拉依布拉冰达坂，先由南向北流，后逐渐转约90度大弯向东流，过大同乡后约5千米汇入叶尔羌河。河流全长49千米，流域面积约635平方千米，年均径流量约0.29亿立方米。大同河上游冰峰雪岭、深谷涧流，人迹罕至；下游沿岸散落着大同乡塔吉克族村落。流域内盛产东陵石等玉石。